# EX-327
La carretera EX-327 es de titularidad de la Junta de Extremadura. Su categoría es local. Su denominación oficial es   EX-327 , de La Roca de la Sierra a Montijo.